# 魏炳波
魏炳波（1964年4月12日—），男，山东惠民人，中国材料科学专家，西北工业大学教授。现任西北工业大学副校长。

## 生平
魏炳波是山东惠民人。1983年毕业于山东工学院铸造专业，1986年在南京工学院材料系获硕士学位，1989年在西北工业大学材料系获博士学位。2011年当选为中国科学院院士。